# شهرستان پرسدیو (تگزاس)

موقعیت شهرستان در ایالت تگزاس

پر ِسِدیو (Presidio) یکی از شهرستان‌های ایالت تگزاس می‌باشد.
این شهرستان در غرب این ایالت است.
جمعیت این شهرستان در سال ۲۰۱۰ میلادی معادل ۷۸۱۸ نفر بود.